# ناحیه غلیزان
ناحیه غلیزان (به عربی: دائرة غلیزان) یک ناحیه در الجزایر است که در استان غلیزان واقع شده‌است.